# 9967 Аваноюмі
9967 Аваноюмі (9967 Awanoyumi) — астероїд головного поясу, відкритий 31 березня 1992 року.
Тіссеранів параметр щодо Юпітера — 3,387.